# Catholic Information Service for Africa
Il Catholic Information Service for Africa (CISA – Servizio informazione Cattolico per l'Africa) è un'agenzia di notizie confessionale con sede a Nairobi, Kenya. CISA è stata fondata da un gruppo di operatori della chiesa cattolica nel febbraio 2001. Nell'aprile dello stesso anno, CISA ha iniziato a distribuire bollettini di notizie via email per creare una rete di comunicazione in Africa, specialmente tra comunità ecclesiali.

## Storia
Negli ultimi anni del secolo scorso, era evidente che le notizie provenienti dall'Africa erano di parte e non prendevano in considerazione la vita delle Chiese, che costituiscono il gruppo più forte all'interno della società civile. Un secondo punto era la mancanza di una rete di informazione che collegasse le varie comunità presenti nel continente. Spesso le varie comunità ecclesiali erano all'oscuro di attività e progetti promossi da gruppi anche vicino a loro. Il gruppo fondatore di CISA ha voluto rispondere a queste esigenze fondando un'agenzia che offrisse la possibilità di creare comunicazione tra diverse comunità e di portare alla conoscenza della società quelle attività che miravano alla promozione umana e sociale.
Un gruppo di persone coinvolte nella comunicazione e appartenenti a vari istituti di ispirazione cattolica (Carmine Curci e Giuseppe Caramazza dei Missionari Comboniani; Luigi Anataloni dei Missionari della Consolata, Wolfang Shonecke e Roger Tessier dei Padri Bianchi, e i rappresentanti dei Gesuiti e altri gruppi della società civile) discussero la possibilità di iniziare un servizio email che potesse collegare comunità, specialmente quelle poste alle periferie delle loro nazioni e società.
CISA è nata come una risposta comune ad un problema comune. Il gruppo dei fondatori preparò una Affermazione d'Intenti (Mission Statement) e una serie di linee (Editorial Policy) guida per la redazione. Le notizie sono spedite via email a chi ne faccia richiesta e si possono consultare sul sito dell'agenzia.

## Obiettivi
CISA vuole offrire alla sua audience notizie riguardanti l'Africa e la Chiesa in Africa da una prospettiva africana. Cisa vuole essere al servizio della Chiesa ma aperta al mondo.
CISA è un'agenzia di notizie e un centro di documentazione che mira a costruire una rete di comunità locali. Le questioni riguardanti i diritti umani, la giustizia e la pace ricevono un'attenzione particolare.

## Linee editoriali
CISA vuole essere  voce della Chiesa, in tutte le sue espressioni. L'agenzia è comunque aperta a tutti, in modo particolare i musulmani e gli hindu (religioni minoritarie presenti in Kenya). L'agenzia non cerca sensazionalismi e si rimette al giudizio del Consiglio Editoriale per i casi controversi.
CISA vuole mettersi in contatto con altri gruppi e siti web che condividono i valori evangelici e dei diritti della persona. Lo stile è quello di chi vuole collaborare con il maggior numero possibile di persone e realtà.

## Impatto
Pur essendo un'agenzia di notizie piccola – sopravvive grazie all'autotassazione dei suoi lettori – è stata spesso capace di portare alla ribalta notizie e realtà altrimenti accantonate dai grandi circuiti internazionali. Molti quotidiani dell'Africa orientale la usano nella preparazione delle loro pubblicazioni. Reuter, BBC, IRIN e CNN hanno di tanto in tanto rilanciato notizie apparse per prima su CISA.